# 湯寶珍 (區議員)

湯寶珍，MH（1949年—），前沙田區議會議員、香港親建制派政黨經民聯成員，亦是同區位於新翠邨的東莞工商總會張煌偉小學的前任校長。
她曾參與1991年香港區議會選舉顯田選區勝出，之後於1994年香港區議會選舉富寶選區成功連任，但她沒有參選1999年及2003年香港區議會選舉。因為前綫黃國雄被揭發收賄，其議席出缺，故此2007年沙田區錦英選區的補選，建制陣營協調出湯寶珍出山參選，以抗前綫的王學今大律師。補選於3月11日（星期日）舉行，湯寶珍成功當選。其後再在2007年香港區議會選舉參選錦英選區，當選成功連任。她在2012年香港立法會選舉中與邱榮光博士等經濟動力成員，合組一張九人名單參選，得票僅5,717票落敗，更慘被沒收保証金，選後加入經民聯。但在2015年，她在錦英選區連任失敗，敗給重返議會的民主黨丁仕元，首次在區議會選舉中落敗。
| 議會席位      | 議會席位                                               | 議會席位      |
| ------------- | ------------------------------------------------------ | ------------- |
| 首任          | 沙田區議會 顯田選區區議員 1991年3月4日—1994年9月30日   | 繼任： 末任   |
| 首任          | 沙田區議會 富寶選區區議員 1994年10月1日—1999年12月31日 | 繼任： 羅光強 |
| 前任： 黃國雄 | 沙田區議會 錦英選區區議員 2007年3月12日—2015年12月31日 | 繼任： 丁士元 |

## 外部連結
- 個人網站